# Длуґа-Весь-Друга
Длуґа-Весь-Друга (пол. Długa Wieś Druga) — село в Польщі, у гміні Ставішин Каліського повіту Великопольського воєводства.
Населення — 354 особи (2011).
У 1975-1998 роках село належало до Каліського воєводства.

## Демографія
Демографічна структура станом на 31 березня 2011 року:
|          | Загалом | Допрацездатний вік | Працездатний вік | Постпрацездатний вік |
| -------- | ------- | ------------------ | ---------------- | -------------------- |
| Чоловіки | 172     | 41                 | 113              | 18                   |
| Жінки    | 182     | 38                 | 114              | 30                   |
| Разом    | 354     | 79                 | 227              | 48                   |